# Vliegveld Arua
Vliegveld Arua is een vliegveld nabij de stad Arua in het noordwesten van Oeganda. Het vliegveld bevindt zich op zo'n 15 kilometer van de grens met de Democratische Republiek Congo en op zo'n 70 kilometer van de grens met Zuid-Soedan.
Eagle Air verzorgt luchtverbindingen tussen Arua en Entebbe en tussen Arua en Yei (Zuid-Soedan). Ook MAF voert vluchten uit van en naar Arua.